# Caissotti
Caissotti è una nobile famiglia piemontese originaria di Nizza e fiorita in Cuneo e Torino. Si divise nei secoli in vari rami, tutti investiti di numerosi feudi; al giorno d'oggi sopravvive solo il ramo primogenito, quello dei Caissotti di Chiusano. Membri illustri della famiglia furono, tra gli altri, il vescovo e principe della Chiesa di Asti Paolo Maurizio Caissotti, il viceré di Sardegna Francesco Gaetano Caissotti di Robbione, i generali Filippo e Luigi, il militare e politico filonapoleonico Carlo Francesco Giacinto, maire di Cuneo, e in tempi più recenti il politico cattolico Luigi Caissotti di Chiusano (1868-1963) e l'avvocato e dirigente sportivo Vittorio Caissotti di Chiusano. Un'altra famiglia Caissotti di Nizza, probabilmente dello stesso stipite della presente, diede al Regno di Sardegna il Gran Cancelliere Carlo Luigi Caissotti e fu infeudata di Verduno, Santa Maria e Santa Vittoria.

## Storia

### Origini

#### La tradizionale ascendenza bergamasca e le prime generazioni documentate

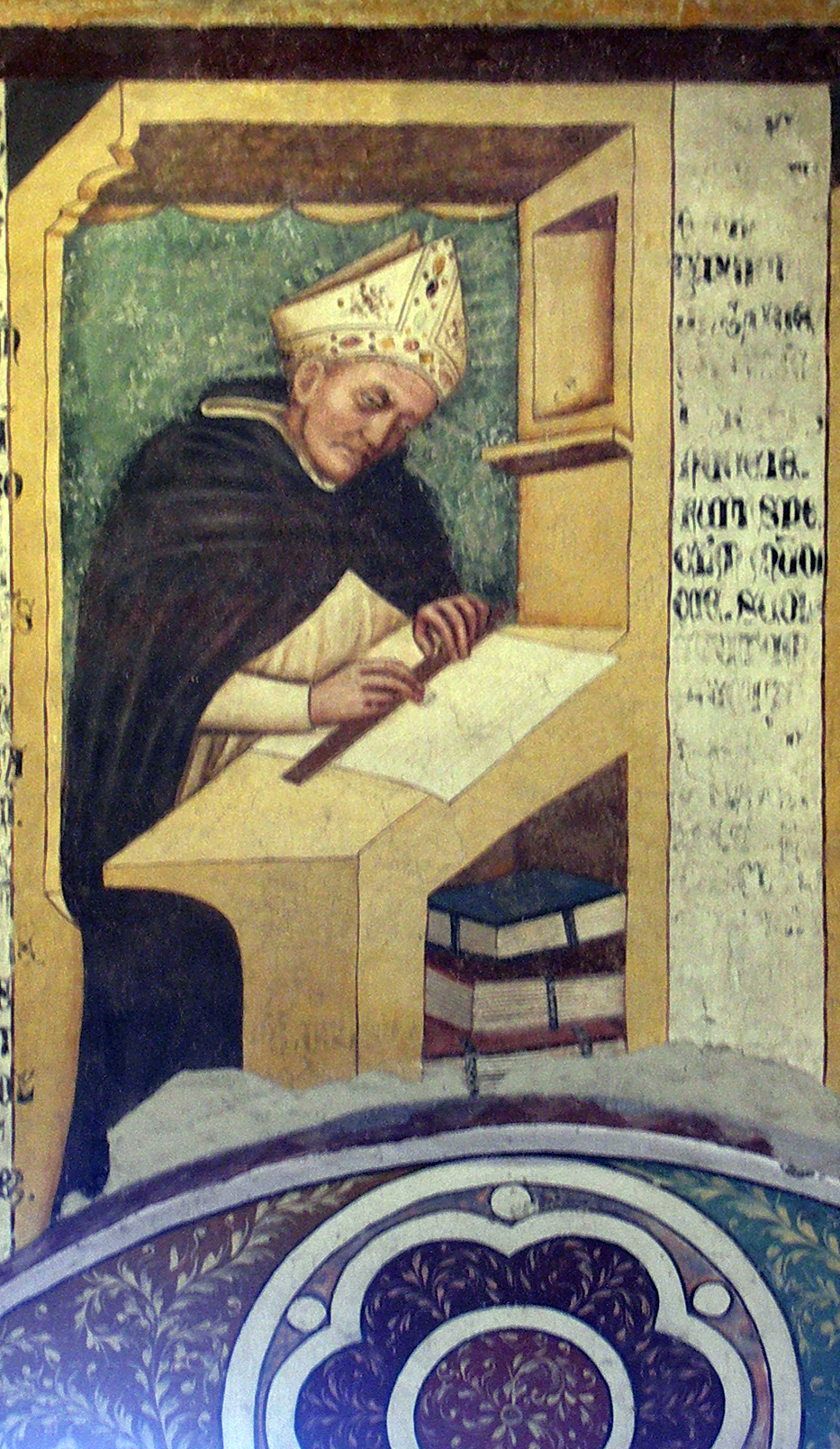
Il Beato Agostino Casotti, secondo la tradizione antenato della famiglia, ritratto da Tommaso da Modena nel celebre Ciclo dei Domenicani della sala capitolare di San Nicolò a Treviso

La tradizione familiare, riportata anche da Monsignor Francesco Agostino della Chiesa nella sua Corona Reale di Savoia, vorrebbe i Caissotti originari di Bergamo e trasferiti a Tenda e poi a Nizza intorno al 1303 con Arduino, capo delle milizie del conte di Ventimiglia. Questa tradizione si basa sull'omonimia con la casata bergamasca dei Casotti de' Mazzoleni e legherebbe ai Caissotti anche il beato Agostino, in realtà di famiglia dalmata. Nel 1572 alcuni membri del casato richiesero al comune di Bergamo il rilascio di attestati di nobiltà a conferma delle origini lombarde, ma, anche per via della sua risalenza nel tempo, la veridicità della tradizione non è dimostrata.
La genealogia documentata inizia invece con Odetto di Francesco, vivente nel 1458, che dal matrimonio con Caterina Lancia ebbe numerosi figli. Dal primogenito maschio Luca nacquero Antonio e Lazzaro, quest'ultimo capostipite della breve linea dei signori di Mas.
Antonio ricoprì l'incarico di Vicario di Tenda. Sposò Caterina Guidi, da cui tra gli altri ebbe Paolino, sposato a Luisetta Sertoris e morto in duello contro un Grimaldi a Tenda nel 1584, e Freilino, che fu capitano e con testamento del 26 aprile 1586 istituì una primogenitura per il nipote Giovanni Antonio.

#### La nobilitazione e la divisione nei due rami principali
Paolino Caissotti e Luisetta Sertoris ebbero tre figli, Giovanni Antonio, Francesco e Giovanni Battista. Il 18 dicembre 1590 l'antica nobiltà della famiglia dei tre fratelli fu confermata con lettere patenti, contestualmente all'ampliamento dello stemma originario. Il primogenito Giovanni Antonio fu il capostipite dei Caissotti di Chiusano, mentre dal fratello Francesco presero origine le linee di Massoins e di Robbione.

### I Caissotti di Chiusano

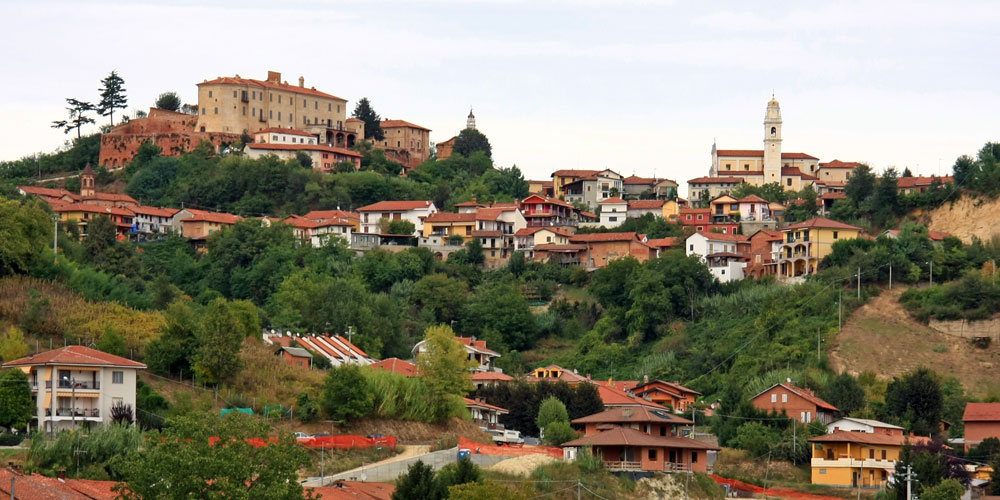
Veduta di Pocapaglia, uno dei feudi appartenuti ai Caissotti di Chiusano

Giovanni Antonio Caissotti fu l'artefice del trasferimento a Cuneo della linea primogenita della famiglia. Nel 1595 sposò Silvia Valperga di Rivara, da cui ebbe quattordici figli. Nel 1619 acquisì i feudi di Chiusano e Cinaglio e ne fu investito col comitato; dopo un breve momento in cui gli furono tolti per essere infeudati al marchese Francesco Villa, nel 1636 i due feudi tornarono a lui per rimanere della discendenza fino all'abolizione del feudalesimo. Dal matrimonio di suo figlio Francesco Amedeo con Maria di Ventimiglia nacque il conte Vittorio, che sposò Elena Gabriella Vibò di Prali. Il figlio Francesco, vicino agli ambienti di corte, fu Riformatore degli Studi dell'Università di Torino. Per eredità della nonna paterna ebbe il titolo di Signore di Ventimiglia, e nel 1722 acquisì il feudo di Pontedassio, di cui fu creato conte. Sposò in prime nozze una Piossasco e, dopo la morte di questa, Maria Teresa Orsini di Rivalta.

#### Filippo, Luigi, Paolo Maurizio

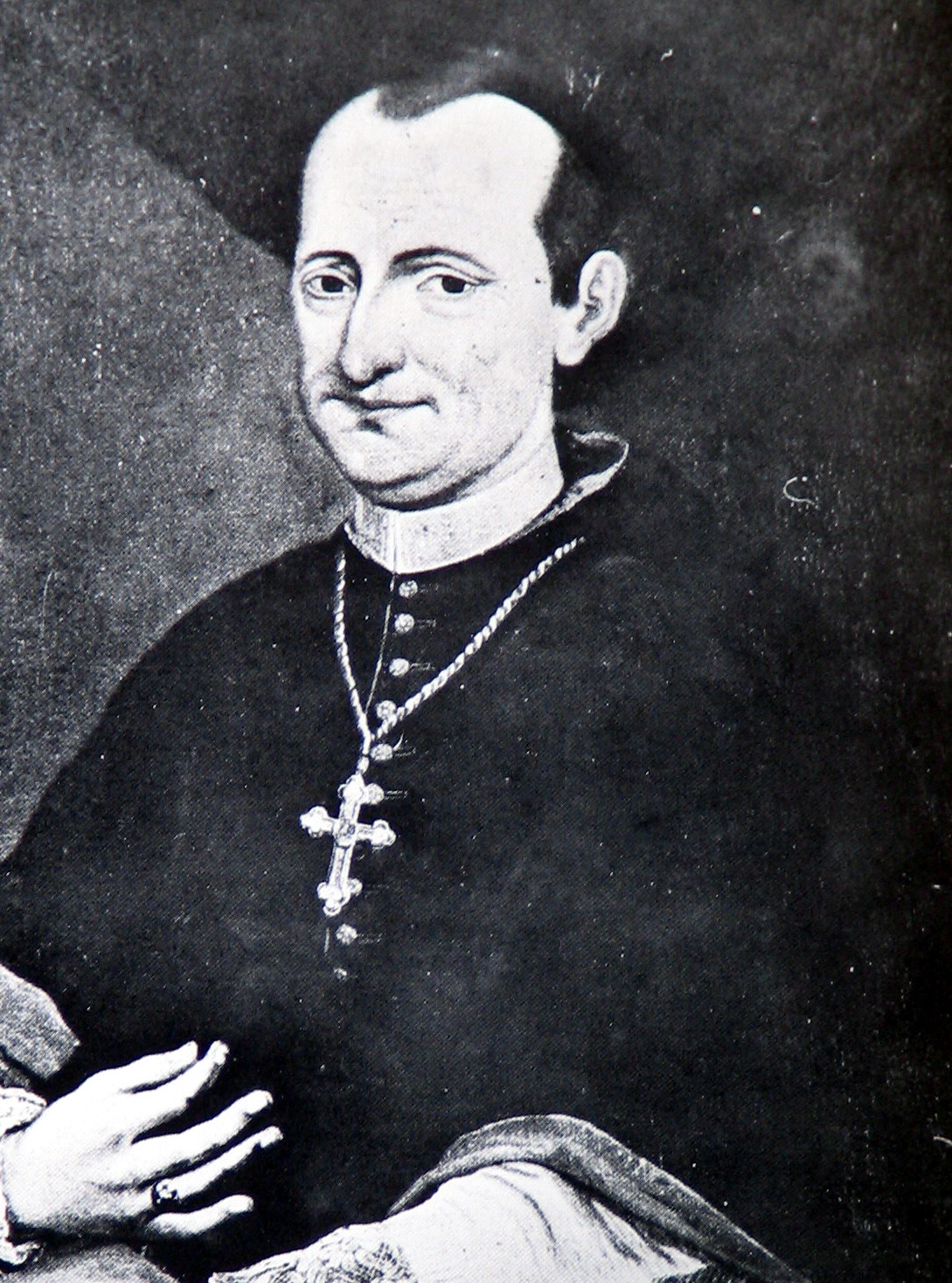
Il vescovo Paolo Maurizio Caissotti di Chiusano

La generazione degli undici figli di Francesco si illustrò con numerosi incarichi di spicco a corte, nell'Armata Sarda e in campo ecclesiastico. Il primogenito, il conte Filippo Felice Vittorio, fu ufficiale di fanteria: Colonnello nel 1764, promosso Maggior Generale dieci anni dopo, successivamente alla promozione a Tenente Generale fu nominato Governatore di Susa; giunse infine nel 1789 al grado di Generale, al comando di tutta la fanteria dell'Armata Sarda. Ebbe inoltre la carica di corte di Gentiluomo di Camera e, per i suoi alti servigi resi alla corona, fu nominato Cavaliere di Gran Croce dei SS. Maurizio e Lazzaro; sposò Anna Francesca Valperga di Masino, di una delle famiglie più antiche e illustri del Piemonte. Nel 1781 fu investito con il signorato dal fratello Paolo Maurizio di Pocapaglia, feudo allora ancora dipendente dal Vescovo di Asti. Altri due suoi fratelli giunsero ad alti gradi nella carriera militare: Luigi Ignazio Felice fece carriera a corte, da principio come Gentiluomo di Bocca, poi come Scudiero delle Principesse e Sottogovernatore dei Principi; nel 1789 fu nominato Maggior Generale di fanteria e, poco dopo, fu insignito come il fratello maggiore della Gran Croce dei SS. Maurizio e Lazzaro; Giuseppe Maria Angelo Benedetto fu Colonnello dei Granatieri e infine, nel 1790, Brigadiere. Due altri fratelli di Filippo intrapresero invece la carriera ecclesiastica: Pietro Gioachino (1722-1798), Limosiniere Onorario a corte e cavaliere dei SS. Maurizio e Lazzaro, fu abate commendatario di San Giusto a Susa e autore di orazioni pubblicate a più riprese; Paolo Maurizio (1726-1786) assurse al rango episcopale. Dopo essere stato educato durante l'infanzia all'Accademia Reale, si addottorò all'Università di Torino in utroque e in teologia; nel 1751 fu ordinato sacerdote e andò a Roma, dove entrò nella Congregazione dell'Oratorio. Per volere di Carlo Emanuele III fu scelto per il vescovato di Asti e fu nominato il 19 aprile 1762, ricevendo la consacrazione il 23 maggio successivo. Durante il suo ministero, durato 24 anni, si impegnò nella promozione di numerose opere pie, tra cui l'istituto per le giovani orfane che ancora oggi porta il nome di Opera Pia Caissotti. Stabilì inoltre la costruzione di un nuovo edificio per il seminario diocesano e ne affidò il progetto a Benedetto Alfieri. Nel 1784 cedette inoltre tutti i feudi ancora dipendenti dalla Mensa Vescovile di Asti ai Savoia, ricevendo in cambio per sé e i suoi successori il titolo di Principe della Chiesa di Asti e un indennizzo perpetuo di 12000 lire annue.

#### Carlo Francesco Giacinto
Il conte Carlo Francesco Giacinto (1754-1831), figlio di Filippo e Anna Francesca Valperga, fu un personaggio di spicco del Piemonte napoleonico. Avviato da giovane alla carriera militare, raggiunse nel 1796, prima dell'invasione francese del Piemonte, il grado di Colonnello di fanteria e fu cavaliere dei santi Maurizio e Lazzaro. Su invito del generale Grouchy scrisse un'opera inneggiante al nuovo regime, il Voto politico del conte Carlo Caissotti di Chiusano: per quest'opera fu visto con sospetto nel periodo dell'effimera restaurazione del 1799, venendo radiato dall'Armata Sarda. Tornato il Piemonte alla Francia fu nominato capo battaglione della Guardia Nazionale di Torino e poi colonnello a capo di tutta la Guardia stessa. Tra il 1801 e il 1803 fu Maire di Cuneo e fu poi eletto membro del Corpo Legislativo di Parigi, di cui fece parte per un mandato fino al 1808. Nel 1809 fu creato Cavaliere dell'Impero, per il conferimento della Legion d'Onore, e fu al comando dei dipartimenti militari della Stura e poi della Sesia. Su sua richiesta fu posto a riposo nel 1812 e questo precoce allontanamento dall'amministrazione napoleonica gli consentì, con la restaurazione, di vivere abbastanza pacificamente. Fu un appassionato bibliofilo e raccolse una biblioteca di oltre 6700 volumi, oltre a scrivere egli stesso alcune poesie e opere teatrali. Dal suo matrimonio con Virginia Natta d'Isola nacque Luigi, che sposò Melania Roero di Guarene e, dopo la sua morte, si risposò con Teresa Mocchia di Campiglia.

#### Tempi recenti
Tra i membri della famiglia a cavallo tra Ottocento e Novecento si ricorda Luigi (1868-1963), figlio del conte Emilio e di Laura Ferrero d'Ormea, che fu un vivace sostenitore delle nuove correnti di pensiero di cattolicesimo democratico. Scrisse articoli di sociologia cristiana su numerose riviste, tra cui "La democrazia cristiana" e "Cultura sociale"; partecipò a numerose iniziative in favore delle classi lavoratrici, sia delle campagne che dell'industria, di cui sostenne il diritto a riunirsi in sindacati. Si ritirò a vita privata dopo la Prima Guerra Mondiale vivendo fin quasi ai novantacinque anni. Tra le ultime generazioni si ricorda l'avvocato Vittorio, dirigente sportivo che è stato presidente dello Juventus Football Club dal 1990 al 2003. I Caissotti di Chiusano, tuttora fiorenti, sono l'unico ramo ancora esistente della famiglia.

### Linea dei signori di Mas, Aiglun e Dosfraires
Dal matrimonio di Lazzaro di Luca con Giovanna Doria nacquero Bartolomeo e Vincenzo. Bartolomeo, capitano e Governatore del Poggetto, fu investito insieme al fratello dei feudi di Mas e Aiglun nel 1584, col titolo di signore, e quattro anni dopo anche del feudo di Dosfraires. L'unico figlio maschio legittimo di Vincenzo, Annibale, non ebbe discendenza e i titoli passarono al marito di sua sorella Matilde, Giovanni Lodovico Fabri.

### Linea di Massoins
Francesco di Paolino, vissuto a cavallo tra XVI e XVII secolo, si distinse al servizio dei Savoia nel corso degli eventi che portarono all'acquisizione da parte di questi ultimi del marchesato di Saluzzo. Nel 1580 fu inviato in missione a Saluzzo a trattare con il governatore francese Bernard de Nogaret de la Valette; nel corso della guerra franco-savoiarda fu in missione diplomatica presso il Duca di Guisa, governatore della Provenza che stava stringendo d'assedio Nizza. Fu poi delegato a Barcellonetta e, nel 1603, fu nominato prefetto di Nizza. Giunse all'apice della carriera nel 1614, con la nomina a Consigliere di Stato e Referendario. Nel 1622 fu investito di tre feudi appartenuti ad Annibale Grimaldi di Boglio, condannato per fellonia: Massoins, col titolo di barone, Rigaud, col titolo di conte, e Tornaforte. Dal suo matrimonio con Alessandra Rosa Caravadossi nacquero i due maschi Giovanni Paolo e Carlo Antonio, da cui ebbe origine la linea dei Caissotti di Robbione.
Il ramo primogenito discendente da Giovanni Paolo ebbe breve durata: costui, che fu Referendario di Stato come il padre e poi Senatore di Nizza, ebbe tre figli, tra cui Carlo Francesco, che sposò la cugina Orsola Caissotti di Chiusano, e l'abate Annibale, che acquisì il feudo di Robbione nel 1684 per passarlo tre anni dopo al cugino Francesco Marcello. L'ultimo Caissotti investito di Massoins, Rigaud e Tournefort fu Francesco nel 1701. I feudi tornarono ai Savoia con la riforma del 1722 e passarono poi ad altre famiglie.

#### I Caissotti di Robbione (Caissotti Gallean)

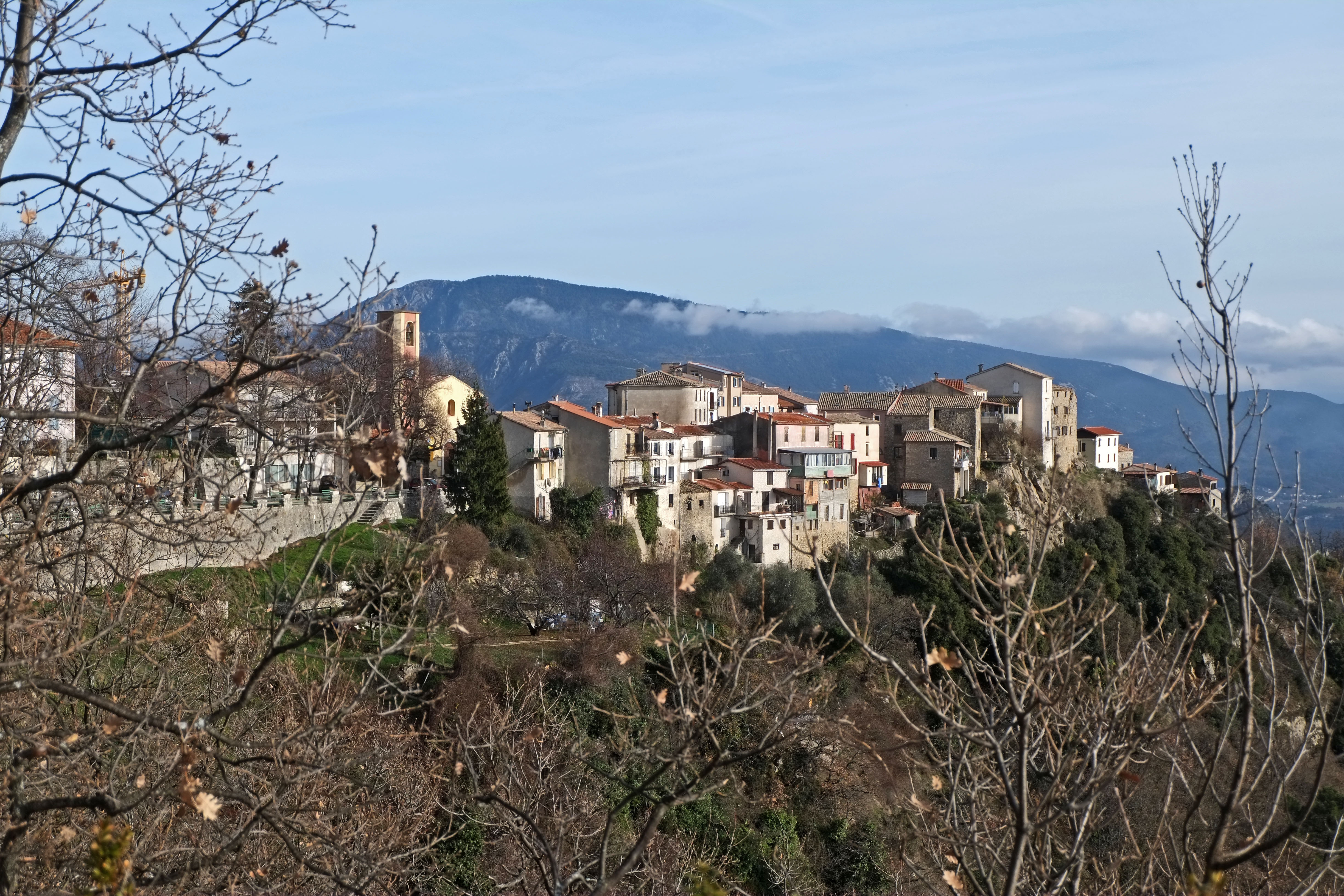
Revest

Carlo Antonio di Francesco fu diplomatico del Duca di Savoia a Roma e cavaliere dei Santi Maurizio e Lazzaro. Sposò nel 1639 Angela Maria Gallean (Galleani), di cui i discendenti assunsero il cognome e i titoli. Dal figlio Francesco Andrea, capitano, nacque Francesco Marcello. Costui, riformatore a Nizza, fu investito per successione del cugino Annibale nel 1687 conte di Robbione; nel 1752 fu investito anche dei feudi del bisnonno Giovanni Andrea Galleani diventando conte di Ascros e Todone e signore di Revest e Torretta Revest. Il suo secondogenito Vittorio, cavaliere di Malta, intraprese la carriera militare, raggiungendo il grado di colonnello e il comando dell'Accademia Reale; il primogenito, Antonio Francesco Gaetano, fu il membro più illustre di questo ramo della famiglia: all'apice di una brillante carriera diplomatica, che lo vide prima Plenipotenziario a Napoli dal 1754 e poi ambasciatore a Madrid dal 1762, giunse alla carica di Viceré di Sardegna, che ricoprì dal 1771 al 1773. Insignito della Gran Croce dei Santi Maurizio e Lazzaro, alla fine dell'incarico fu nominato, il 3 dicembre 1773, Ministro di Stato; morì a Nizza meno di un anno dopo, il 21 settembre 1774. Tra i suoi discendenti si distinse il nipote Agapito (1780-1852), che fu Comandante generale delle milizie del contado di Nizza; i Caissotti di Robbione si estinsero nella seconda metà dell'Ottocento con Maria, figlia del conte Francesco e di Carolina Baillie Hamilton dei conti di Haddington.

## I Caissotti di Verduno

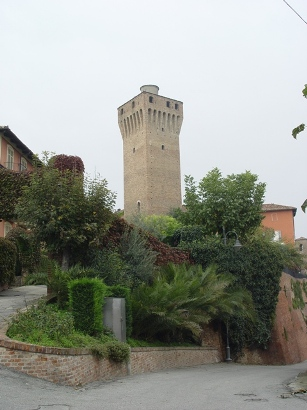
La torre del castello di Santa Vittoria, primo feudo acquistato da Carlo Luigi Caissotti

La famiglia del Gran Cancelliere Carlo Luigi Caissotti (1694-1779), marchese di Verduno e conte di Santa Maria e Santa Vittoria, capostipite di una breve linea estintasi già con suo figlio Casimiro, fu con ogni probabilità un ramo dei Caissotti di cui si tratta. Gli avi di Carlo Luigi, come lui nativi di Nizza, appartenevano alla piccola nobiltà della provincia, di tradizione avvocatizia: il nonno Agostino fu avvocato e giudice di Puget-Théniers (Poggetto Tenieri), piccolo centro del contado nizzardo; il padre Carlo fu avvocato patrimoniale. La carriera di Carlo Luigi, svoltasi sotto i regni di Vittorio Amedeo II e Carlo Emanuele III, fu caratterizzata da un tenace impegno per applicare il volere dei suoi sovrani in ambito giuridico ed economico, specie contro le pretese della nobiltà di più antica estrazione e del Clero. Cominciò la carriera, dopo la laurea in legge, come impiegato nell'archivio; la tradizione, che narra della sua "scoperta" da parte di Vittorio Amedeo II incuriosito dalla luce della sua camera sempre accesa fino a tarda notte per studiare, adombra la reale abitudine del primo Re sabaudo di circondarsi di collaboratori di estrazione borghese o della piccola nobiltà di provincia nell'ambito delle riforme a scapito della nobiltà feudale. Nominato giovanissimo, nel 1720, sostituto Procuratore Generale alla Camera dei Conti, divenne il braccio destro del Marchese d'Ormea, aiutandolo nella riforma feudale e nelle trattative per il concordato del 1727 con la Chiesa. Nominato nel 1723 Procuratore Generale, nel 1730 ebbe l'incarico di Primo Presidente del Senato di Piemonte; dal 1729 fu anche a capo del magistrato dei Riformatori degli Studi. Preparò l'atto di abdicazione di Vittorio Amedeo II e gli fu riconfermata la fiducia paterna dal successore Carlo Emanuele III; continuò a occuparsi insieme all'Ormea dei rapporti con Roma, partecipando all'arresto di Pietro Giannone. Nel 1750 divenne Ministro di Stato, nel 1767 notaio della Corona e l'anno dopo Gran Cancelliere, occupando così fino alla morte la più alta carica politica del Regno di Sardegna.
Carlo Luigi Caissotti fu creato conte di Santa Vittoria d'Alba già nel 1723, ed ebbe poi nel 1734 e 1739 le investiture di conte di Santa Maria e marchese di Verduno: questa linea della famiglia Caissotti si estinse però allo scadere del secolo. Figlio del Gran Cancelliere e di Domenica Margherita Ressano fu Casimiro (1731-1799), laureato in Leggi, che ebbe gli incarichi di Consigliere e Capo in seconda del Consiglio di Commercio e poi fu cavaliere di Gran Croce e vice tesoriere dell'Ordine dei Santi Maurizio e Lazzaro. Degli altri figli del Gran Cancelliere raggiunse l'età adulta solo Sebastiano, Referendario nel Consiglio dei Tribunali, morto a 31 anni nel 1766. Il marchese Casimiro, alla sua morte, lasciò eredi dei beni del suo casato gli ospedali della Carità e di San Giovanni di Torino.

## Patronati

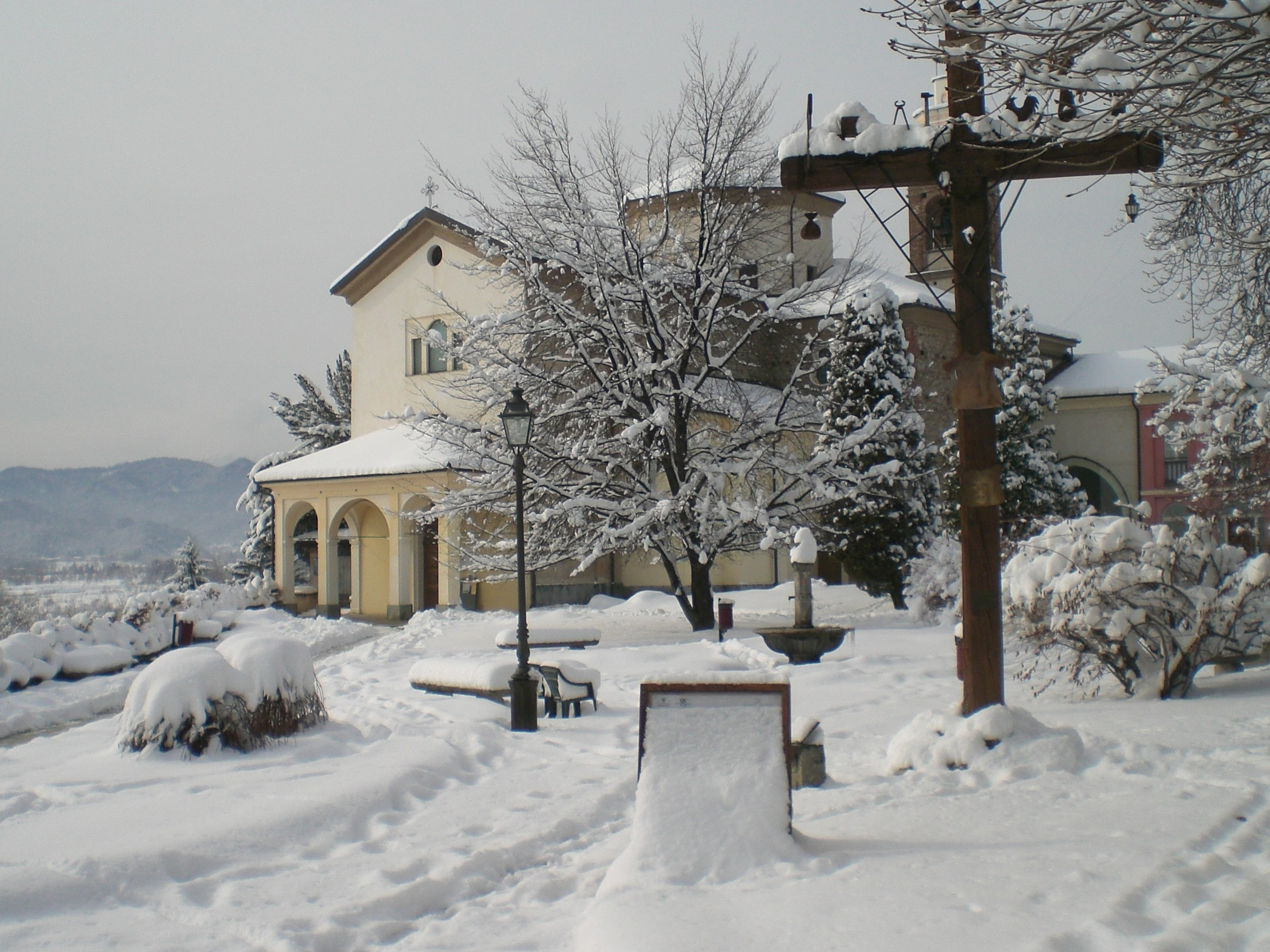
Paesaggio invernale del Santuario della Madonna degli Angeli di Cuneo

I conti di Chiusano, dopo il trasferimento a Cuneo, ottennero il patronato della chiesa e del convento francescano degli Angeli di Cuneo. Al principio del Settecento finanziarono dei lavori nel santuario che gli diedero l'aspetto attuale, terminati nel 1718. Un atto capitolare dei Frati Minori Riformati riconfermò l'antico patronato di famiglia il 13 agosto 1788.

## Residenze

### Caissotti di Chiusano

#### Palazzi
I Caissotti, dopo il trasferimento a Cuneo, acquisirono nel 1595 con il matrimonio di Giovanni Antonio, primo conte di Chiusano, con Silvia Valperga due case adiacenti sull'attuale Via Roma già appartenute alla famiglia Cravesano; in un pilastro del cortile è scolpita l'arma d'alleanza dei due coniugi. Dei primi lavori furono fatti nel 1610, come testimonia una data incisa su un portone, mentre alla fine del Settecento furono unificate e abbellite le due facciate e fu creato all'interno uno scalone d'onore. Il palazzo è stato recentemente oggetto di restauri, nell'ambito del più vasto piano di riqualificazione di Via Roma.
Residenza torinese dei Caissotti di Chiusano fu il palazzo nell'isolato detto "Isola dell'Assunta", già di proprietà dei Gallinati e oggi noto con il nome della famiglia che l'acquisì nel 1768, i Del Carretto di Gorzegno.

#### Le Basse
La famiglia fu in possesso di grandi tenute sulla sponda sinistra della Stura di Demonte a metà strada tra Cuneo e Centallo, nella zona tra le odierne frazioni di Ronchi e di Roata Chiusani, che da loro prese il nome (oltre a questo toponimo, ricordano gli antichi proprietari anche alcune vie del circondario). Nella tenuta dei Ronchi, posseduta fin dal 1580, i conti di Chiusano edificarono una villa nota come "Le Basse di Chiusano", terminata nel 1667, data incisa sullo stemma sopra l'ingresso principale e dipinta nelle due meridiane in facciata. Nella villa, che è ancora oggi di proprietà della famiglia, trovò ospitalità il Re Carlo Emanuele III il 30 settembre 1744 dopo la battaglia della Madonna dell'Olmo; il fatto è ricordato da una lapide apposta sull'edificio.

#### Castello di Pocapaglia
I conti di Chiusano, con l'investitura a signori di Pocapaglia del 1781 e l'estinzione dei Falletti di Pocapaglia nel 1784 entrarono in possesso del bel castello del feudo, noto per il fregio in stucco ai lati del portale a cui lo Juvarra si ispirò per delle decorazioni di Palazzo Madama. Nel 1830 ne erano ancora proprietari.

### Caissotti di Robbione
Il ramo originato da Francesco di Paolino ebbe anch'esso un palazzo a Cuneo, all'angolo fra le attuali Via Fossano e Via Santa Maria. Per i feudi situati nel nizzardo, i matrimoni con famiglie come i Gallean e gli incarichi nella città, i Caissotti di Massoins e Robbione rimasero strettamente legati a Nizza (in cui una via, rue Caissotti, porta il loro nome): qui ebbero una residenza signorile abbellita da un portale settecentesco ornato di un timpano triangolare, al centro del quale manca purtroppo lo stemma un tempo esposto.

### Caissotti di Verduno

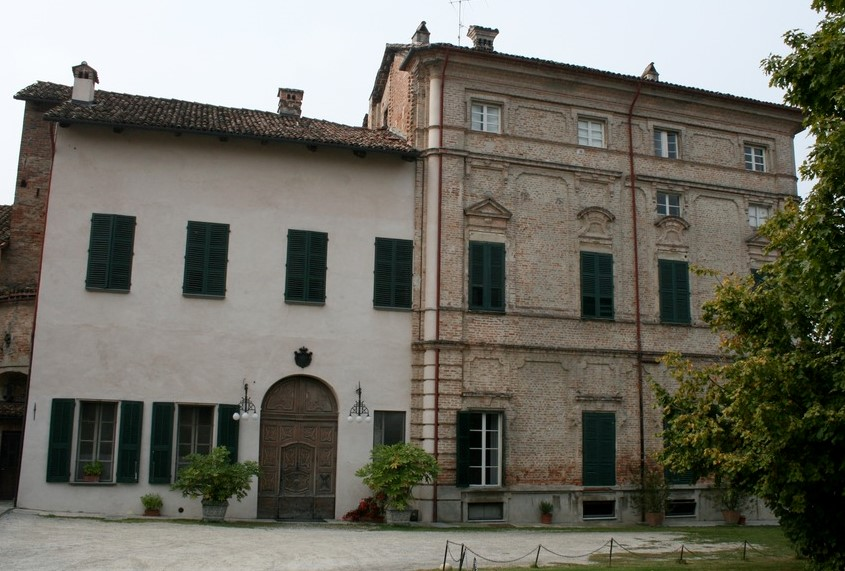
Il castello di Verduno con a destra il corpo di fabbrica progettato dallo Juvarra per volere di Carlo Luigi Caissotti

I Caissotti cui appartenne il Gran Cancelliere Carlo Luigi ebbero la loro dimora torinese nel grande palazzo ancora oggi noto col loro nome; esso è situato tra le vie Bligny e San Domenico, adiacente al palazzo dei baroni San Martino, e la sua architettura è attribuita al celebre Giovanni Battista Borra. Carlo Luigi acquisì anche, insieme con i feudi di Santa Vittoria e Verduno, i due castelli situati a controllo dei due borghi: entrambi passarono poi, insieme al resto dell'eredità dei marchesi di Verduno, ai due ospedali della Carità e di San Giovanni, da cui li acquistò il Re Carlo Alberto. Il castello di Verduno, che versava in cattive condizioni al momento dell'acquisto da parte di Carlo Luigi nel 1739, fu rinnovato per volere del nuovo marchese su progetto dello Juvarra: a lui spetta il corpo di fabbrica in mattoni con le finestre del primo piano ornate da timpani alternati e intervallate da una delicata decorazione a pieni e vuoti.

## Stemma
L'arma originaria dei Caissotti è: troncato d'argento e di rosso, al braccio armato al naturale, tenente una mazza d'arme d'argento, posta in sbarra.

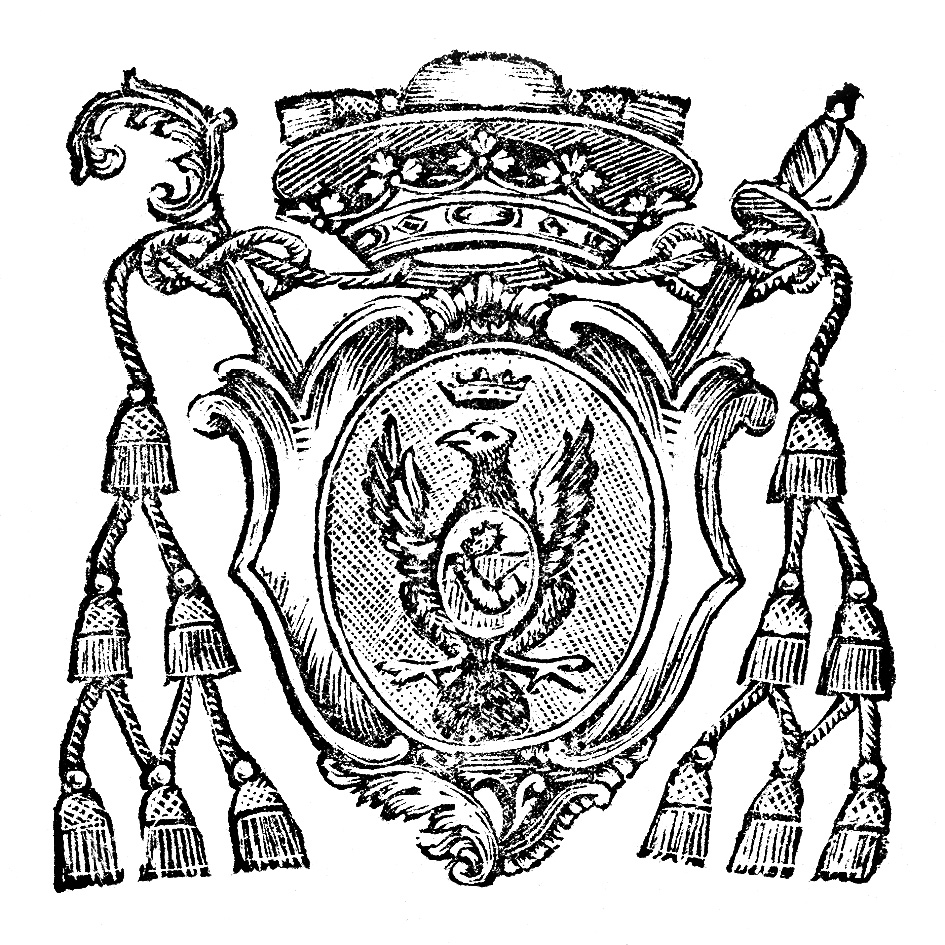
Lo stemma del vescovo di Asti Paolo Maurizio Caissotti

Con le patenti di nobiltà del 1590 i fratelli Giovanni Antonio, Francesco e Giovanni Battista ottennero un ampliamento, che consisté nell'inserzione dell'arma antica come scudetto accollato in petto a un'aquila nera in campo oro. Lo stemma della famiglia divenne così quello ancora oggi alzato dai Caissotti di Chiusano: d’oro, all'aquila di nero, col volo abbassato, coronata del campo, armata e linguata di rosso, caricata in cuore di uno scudetto troncato d'argento e di rosso, al braccio armato al naturale, tenente una mazza d'arme d'argento posta in sbarra. Questo stemma, per lo studente Giovanni Paolo Caissotti, è ripetuto due volte sui muri dell'Archiginnasio di Bologna. Il cimiero è un'aquila del campo (d'oro), con una mazza d'arme nell'artiglio destro. È documentato almeno dal 1739 l'uso da parte dei conti di Chiusano come sostegni di due uomini selvatici tenenti con le mani appoggiate allo scudo un ramo di palma, e con le mani esterne una clava abbassata. Lo stemma dei Caissotti di Chiusano è abitualmente timbrato da corona marchionale.
Con il cavalierato dell'Impero Napoleonico conferito nel 1809 a Carlo Giacinto, conte di Chiusano, il suo stemma personale divenne il seguente: troncato d'argento e di rosso, al braccio armato, tenente una mazza d'arme in palo, il tutto al naturale; con la bordura di rosso, carica del segno dei cavalieri legionari: tornò quindi l'uso dell'arma antica, con la piccola modifica della mazza in palo, ma attorniata dalla bordura con i simboli napoleonici.
Il ramo dei Caissotti di Robbione, per distinguersi da quello primogenito, usò un'arma leggermente diversa, con l'azzurro al posto del rosso nel secondo punto del campo dello scudetto e con il braccio armato e la mazza entrambi d'oro, blasonabile quindi: d'oro, all'aquila di nero, col volo abbassato, coronata del campo, armata e linguata di rosso, caricata in cuore di uno scudetto troncato d'argento e d'azzurro, al braccio armato tenente una mazza d'armi posta in sbarra, il tutto d'oro.

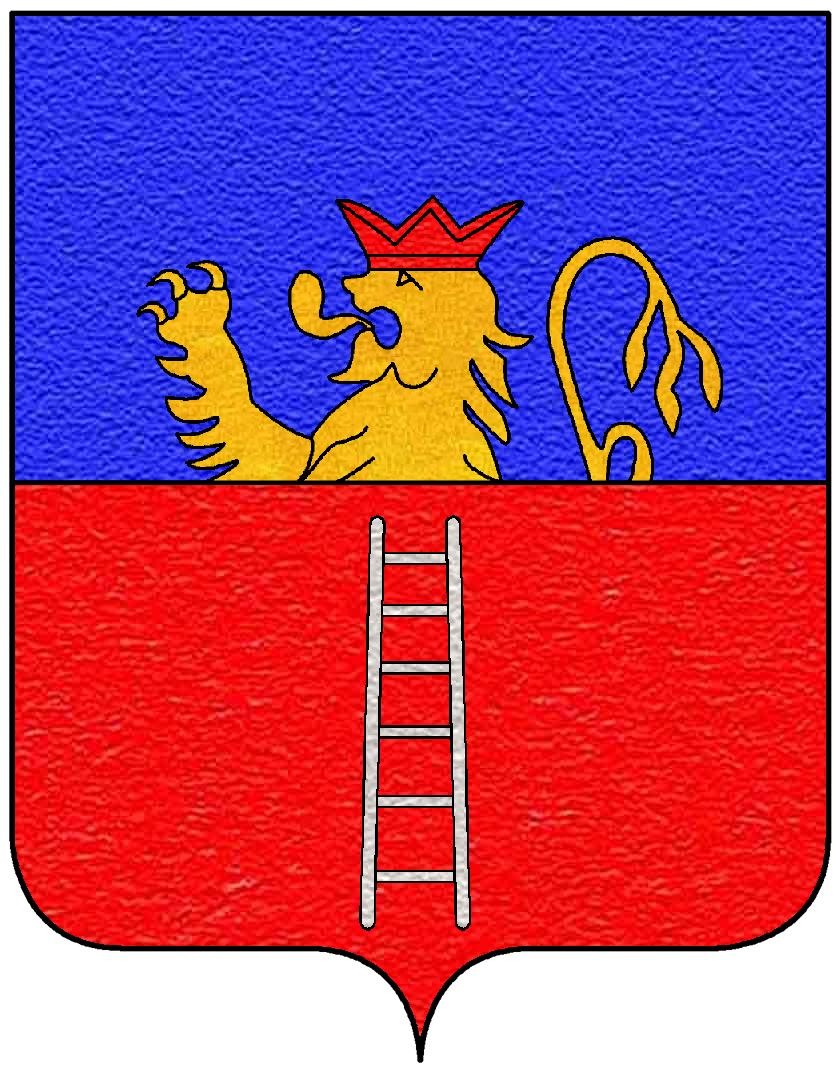
Lo stemma dei Caissotti du Mas secondo Franchi-Verney

Il ramo dei signori di Mas, secondo alcuni, alzò un'arma completamente diversa da quella originaria, ossia: troncato: al 1º d'azzurro, al leone d'oro coronato di rosso, nascente dalla partizione; al 2º di rosso, alla scala d'argento. Alla scala nello stemma alluderebbe il motto, GRADATIM.
Lo stemma dei Caissotti di Verduno (d'oro, al braccio di carnagione, movente da una nuvola, tenente una rosa gambuta e fogliata, il tutto al naturale; con il capo di rosso, carico di tre stelle d'oro), sebbene molto diverso da quelli appena descritti, presenta una notevole somiglianza nell'elemento centrale del braccio movente dalla sinistra dello scudo e tenente un oggetto. Questa affinità potrebbe sostenere l'ipotesi dello stipite comune delle due famiglie, anche se è altrettanto possibile che, al momento di scegliere un'arma per la propria famiglia, i Caissotti di Poggetto Tenieri ne abbiano adottata una che ricordasse in qualche modo quella dell'omonima e già potente casata nizzarda. Anche il motto fu diverso: SIC SUB COELO TRIUMPHAT.